# 库佩洛
库佩洛是意大利阿布鲁佐大区基耶蒂省的一个镇。